# Señora Juanita
La Señora Juanita (diminutivo de Juana) es una personificación nacional usada para describir a la mujer chilena promedio: «las dueñas de casa entre 45 y 65 años, de los segmentos C3 y D, caracterizadas como hogareñas, conservadoras, nostálgicas y, en cierta medida, frustradas» según la Universidad del Desarrollo, o a las mujeres mayores del campo (a la manera del británico John Bull). Es el público objetivo de los matinales y telenovelas emitidas por la televisión chilena e integrante de un Centro de Madres en la comuna que reside. Un uso típico es: «¿Cómo le explicaría eso a la Señora Juanita?».
El 26 de febrero de 2004, el entonces presidente de Chile Ricardo Lagos acuñó el término durante una conferencia de prensa en el que se abordaba el tema de la fijación de tarifas de telefonía y agua potable, explicando los alcances de esta propuesta así: «Lo que estoy tratando de decirle a la Señora Juanita, que entiende poco de finanzas internacionales, es que en la cuenta que va a pagar por los servicios públicos habrá una disminución». Lo usó nuevamente durante el discurso de la Cuenta Pública el 21 de mayo del mismo año y desde entonces diversos sectores políticos lo usan en argumentos.